# 엘에스해리
엘에스해리(L.S Harry)는 대한민국의 마케팅 정보 및 경영 컨설턴트 업체 중의 하나이다. L.S Holdings 에 모태기업이다. 현재는 대한민국 강남구에 위치해 있다.

## 역사
대한민국의 기업 인 L.S Holdings의 모태 마케팅 정보 업체 엘에스해리 (L.S Harry)